# Fry Glacier
Fry Glacier är en glaciär i Antarktis. Den ligger i Östantarktis. Nya Zeeland gör anspråk på området. Fry Glacier ligger 199 meter över havet.
Terrängen runt Fry Glacier är varierad. Trakten är obefolkad. Det finns inga samhällen i närheten.